# Temelucha caudata
Temelucha caudata là một loài tò vò trong họ Ichneumonidae.